# Tầng Champagne
| Hệ/ Kỷ                                | Thống/ Thế   | Bậc/ Kỳ    | Tuổi (Ma) | Tuổi (Ma) |
| ------------------------------------- | ------------ | ---------- | --------- | --------- |
| Paleogen                              | Paleocen     | Đan Mạch   | trẻ hơn   | trẻ hơn   |
| Creta                                 | Thượng /Muộn | Maastricht | 66.0      | 72.1      |
| Creta                                 | Thượng /Muộn | Champagne  | 72.1      | 83.6      |
| Creta                                 | Thượng /Muộn | Santon     | 83.6      | 86.3      |
| Creta                                 | Thượng /Muộn | Cognac     | 86.3      | 89.8      |
| Creta                                 | Thượng /Muộn | Turon      | 89.8      | 93.9      |
| Creta                                 | Thượng /Muộn | Cenoman    | 93.9      | 100.5     |
| Creta                                 | Hạ/Sớm       | Alba       | 100.5     | ~113.0    |
| Creta                                 | Hạ/Sớm       | Apt        | ~113.0    | ~125.0    |
| Creta                                 | Hạ/Sớm       | Barrême    | ~125.0    | ~129.4    |
| Creta                                 | Hạ/Sớm       | Hauterive  | ~129.4    | ~132.9    |
| Creta                                 | Hạ/Sớm       | Valangin   | ~132.9    | ~139.8    |
| Creta                                 | Hạ/Sớm       | Berrias    | ~139.8    | ~145.0    |
| Jura                                  | Thượng /Muộn | Tithon     | già hơn   | già hơn   |
| Phân chia kỷ Creta theo ICS năm 2017. |              |            |           |           |

Tầng Champagne trong niên đại địa chất là kỳ gần cuối của thế Creta muộn, và trong thời địa tầng học thì nó là bậc gần trên cùng của thống Creta trên. Kỳ Champagne tồn tại từ ~ 83.6 Ma đến 72.1 Ma (Ma: Megaannum, triệu năm trước).
Kỳ Champagne kế tục kỳ Santon, và tiếp sau là kỳ Maastricht, đều của cùng thế Creta muộn.

## Địa tầng
Tầng Champagne được Henri Coquand giới thiệu trong tài liệu khoa học vào năm 1857. Tầng được đặt theo tên của làng Champagne của Pháp ở tỉnh Charente-Maritime. Vết lộ điển hình ban đầu là một vết lộ gần làng Aubeterre-sur-Dronne trong cùng vùng, song do những thay đổi của định nghĩa địa tầng, phần này hiện là một phần của giai đoạn tầng Maastricht.
Đáy của kỳ Champagne được xác định là nơi trong cột địa tầng nơi có sự tuyệt chủng của loài huệ biển Marsupites testudinarius. Một phẫu diện và điểm kiểu địa tầng ranh giới toàn cầu (GSSP) đến năm 2009 vẫn chưa có phê chuẩn. Ứng cử hiện có là mặt cắt gần đập tại Waxahachie, Texas. Đỉnh của kỳ Champagne được xác định là vị trí trong cột địa tầng nơi ammonit Pachydiscus neubergicus xuất hiện lần đầu tiên.

### Phân chia
Tầng Champagne thường được chia thành ba phụ tầng, là dưới, giữa và trên. Trong đại dương Tethys, tầng Cognac chứa sáu đới sinh vật ammonit:
- Đới Nostoceras hyatti
- Đới Didymoceras chayennense
- Đới Bostrychoceras polyplocum
- Đới Hoplitoplacenticeras marroti/Hoplitoplacenticeras vari
- Đới Delawarella delawarensis
- Đới Placenticeras bidorsatum

## Cổ sinh

### †Ankylosaurs
| Đơn vị phân loại  | Hiện diện              | Vị trí                                                | Mô tả | Hình ảnh |
| ----------------- | ---------------------- | ----------------------------------------------------- | --- | -------- |
| Aletopelta        |                        | Hệ tầng Point Loma, California, Hoa Kỳ                | Một ankylosaurid có kích thước trung bình, ước tính dài khoảng 6,6 m (22 ft). |          |
| Antarctopelta     |                        | Hệ tầng Santa Marta, Đảo James Ross, Nam Cực          | Một con ankylosaur chắc nịch được bảo vệ bởi các tấm áo giáp gắn trên da. Mặc dù chưa tìm thấy bộ xương hoàn chỉnh nhưng loài này được ước tính đã đạt chiều dài tối đa là 4 mét (13 foot). Hiển thị các đặc điểm của cả ankylosaurids và gật gù.                                                                         |          |
| Edmontonia        | Champagne - Maastricht | Horseshoe Canyon Formation, Alberta, Canada           | Một Nodosauridae cồng kềnh dài khoảng 6,6 m (22 ft). Trên lưng nó có những mảng xương nhỏ, có gờ và nhiều gai sắc nhọn dọc theo hai bên thân. Bốn gai lớn nhất nhô ra từ vai ở mỗi bên, hai trong số đó được tách thành các gai con trong một số mẫu vật. Hộp sọ của nó có hình dạng giống quả lê khi nhìn từ trên xuống. |          |
| Euoplocephalus    |                        |                                                       | |          |
| Nodocephalosaurus |                        |                                                       | |          |
| Palaeoscincus     |                        | Hệ tầng sông Judith                                   | được biết đến từ một chiếc răng |          |
| Panoplosaurus     |                        | Hệ tầng sông Judith, Alberta, Canada; Montana, Hoa Kỳ | Một nodosaurid dài 5,5–7 m. |          |
| Pinacosaurus      |                        |                                                       | |          |
| Saichania         |                        |                                                       | |          |
| Shanxia           |                        |                                                       | |          |
| Struthiosaurus    |                        |                                                       | |          |
| Tarchia           |                        |                                                       | |          |
| Tianzhenosaurus   |                        |                                                       | |          |

### Chim (theropods bay)
| Đơn vị phân loại    | Hiện diện | Vị trí | Mô tả | Hình ảnh |
| ------------------- | --------- | ------ | --- | -------- |
| Hesperornis         |           |        | |          |
| Ichthyornis         |           |        | |          |
| Neogaeornis wetzeli |           |        | Một loài chim biển đến từ Chile. Nó có hình dạng trung bình của một con chim lặn bằng chân, nhưng các mối quan hệ của nó rất bí ẩn. Loài duy nhất được biết đến là từ ranh giới Champagne - Maastricht. |          |

### Cá xương
| Đơn vị phân loại   | Hiện diện                                | Vị trí                              | Mô tả | Hình ảnh |
| ------------------ | ---------------------------------------- | ----------------------------------- | --- | -------- |
| Gillicus           | 100-66 Ma                                | Bắc Mỹ                              | Một chi cá osteoglossomorph trong họ Ichthyodectidae. Không giống như họ hàng lớn hơn của nó, Xiphactinus, mà nó đã bị săn mồi, nó là một loài ăn lọc thay vì một kẻ săn mồi lớn. |          |
| Megalocoelacanthus | Champagne sớm, có thể đến Maastricht sớm | Hoa Kỳ                              | Một latimerid coelacanth rất lớn. Nó đã được ước tính có chiều dài 3,5 - 4,5 mét.                                                                                                 |          |
| Xiphactinus        | Albian tới Maastrichtian                 | Bắc Mỹ; Châu Âu; Châu Úc; Venezuela | Một chi cá osteoglossomorph lớn trong họ Ichthyodectidae có thể dài tới 4 mét. Xiphactinus là một kẻ săn mồi phàm ăn.                                                             |          |

### Cá sụn
| Đơn vị phân loại | Hiện diện | Vị trí | Mô tả | Hình ảnh |
| ---------------- | --------- | ------ | ----- | -------- |
| Chlamydoselachus |           |        |       |          |
| †Schizorhiza     |           |        |       |          |

### †Ceratopsians
| Đơn vị phân loại                                                                                           | Hiện diện | Vị trí                 | Mô tả                                             | Hình ảnh |
| --- | --------- | ---------------------- | ------------------------------------------------- | -------- |
| Achelousaurus 1. Achelousaurus horneri                                                                     | 74.2 Ma   |                        |                                                   |          |
| Agujaceratops 1. Agujaceratops mariscalensis                                                               | 77 Ma     |                        |                                                   |          |
| Albertaceratops 1. Albertaceratops nesmoi                                                                  |           |                        |                                                   |          |
| Anchiceratops 1. Anchiceratops longirostris                                                                |           |                        |                                                   |          |
| Avaceratops 1. Avaceratops lammersi                                                                        |           |                        |                                                   |          |
| Bagaceratops 1. Bagaceratops rozhdestvenskyi                                                               |           |                        |                                                   |          |
| Bainoceratops 1. Bainoceratops efremovi                                                                    |           |                        |                                                   |          |
| Brachyceratops 1. Brachyceratops montanensis                                                               |           |                        |                                                   |          |
| Breviceratops 1. Breviceratops kozlowskii                                                                  |           |                        |                                                   |          |
| Centrosaurus 1. Centrosaurus apertus                                                                       |           |                        |                                                   |          |
| Cerasinops 1. Cerasinops hodgskissi                                                                        |           |                        |                                                   |          |
| Ceratops 1. Ceratops montanus                                                                              |           |                        |                                                   |          |
| Chasmosaurus 1. Chasmosaurus russelli 2. Chasmosaurus belli                                                |           |                        |                                                   |          |
| Coahuilaceratops 1. Coahuilaceratops magnacuerna                                                           |           |                        |                                                   |          |
| Coronosaurus 1. Coronosaurus brinkmani                                                                     |           |                        |                                                   |          |
| Diabloceratops 1. Diabloceratops eatoni                                                                    |           |                        |                                                   |          |
| ?Dysganus 1. Dysganus encaustus 2. Dysganus bicarinatus 3. Dysganus peiganus                               |           |                        |                                                   |          |
| Einiosaurus 1. Einiosaurus procurvicornis                                                                  |           |                        |                                                   |          |
| Eoceratops 1. Eoceratops canadensis                                                                        |           |                        |                                                   |          |
| Graciliceratops 1. Graciliceratops mongoliensis                                                            |           |                        |                                                   |          |
| Gryphoceratops 1. Gryphoceratops morrisoni                                                                 |           |                        |                                                   |          |
| Judiceratops 1. Judiceratops tigris                                                                        |           |                        |                                                   |          |
| Kosmoceratops 1. Kosmoceratops richardsoni                                                                 |           |                        |                                                   |          |
| Lamaceratops 1. Lamaceratops tereschenkoi                                                                  |           |                        |                                                   |          |
| Magnirostris 1. Magnirostris dodsoni                                                                       |           |                        |                                                   |          |
| Medusaceratops 1. Medusaceratops lokii                                                                     |           |                        |                                                   |          |
| Mercuriceratops 1. Mercuriceratops gemini                                                                  |           |                        |                                                   |          |
| Mojoceratops 1. Mojoceratops perifania                                                                     |           |                        |                                                   |          |
| Monoclonius 1. Monoclonius crassus                                                                         |           |                        |                                                   |          |
| Nasutoceratops 1. Nasutoceratops titusi                                                                    |           |                        |                                                   |          |
| ?Notoceratops 1. Notoceratops bonarellii                                                                   |           | Tỉnh Chubut, Argentina | Một chi đáng ngờ có thể có ái lực với ceratopsian |          |
| Pachyrhinosaurus 1. Pachyrhinosaurus canadensis 2. Pachyrhinosaurus lakustai 3. Pachyrhinosaurus perotorum |           |                        |                                                   |          |
| Pentaceratops 1. Pentaceratops sternbergii                                                                 |           |                        |                                                   |          |
| Platyceratops 1. Platyceratops tatarinovi                                                                  |           |                        |                                                   |          |
| Prenoceratops 1. Prenoceratops pieganensis                                                                 |           |                        |                                                   |          |
| Protoceratops 1. Protoceratops andrewsi 2. Protoceratops hellenikorhinus                                   |           |                        |                                                   |          |
| Rubeosaurus 1. Rubeosaurus ovatus                                                                          |           |                        |                                                   |          |
| Spiclypeus 1. Spiclypeus shipporum                                                                         |           |                        |                                                   |          |
| Spinops 1. Spinops sternbergorum                                                                           |           |                        |                                                   |          |
| Styracosaurus 1. Styracosaurus albertensis                                                                 |           |                        |                                                   |          |
| Titanoceratops 1. Titanoceratops ouranos                                                                   |           |                        |                                                   |          |
| Udanoceratops 1. Udanoceratops tschizhovi                                                                  |           |                        |                                                   |          |
| Unescoceratops 1. Unescoceratops koppelhusae                                                               |           |                        |                                                   |          |
| Utahceratops 1. Utahceratops gettyi                                                                        |           |                        |                                                   |          |
| Vagaceratops 1. Vagaceratops irvinensis                                                                    |           |                        |                                                   |          |
| Xenoceratops 1. Xenoceratops foremostensis                                                                 |           |                        |                                                   |          |

### Crocodylomorpha
| Đơn vị phân loại | Hiện diện                                  | Vị trí                                   | Mô tả | Hình ảnh |
| --- | ------------------------------------------ | ---------------------------------------- | --- | -------- |
| - †Acynodon 1. †Acynodon adriaticus 2. †Acynodon iberoccitanus                                                         | Champagne sớm - Maastricht muộn 83.5–66 Ma | Italy                                    | Ban đầu được đặt trong Alligatoridae nhưng sau đó đã được phân loại lại thành globidonta cơ bản hơn, lâu đời nhất và nguyên thủy nhất được biết đến cho đến nay. |          |
| †Albertochampsa 1. †Albertochampsa langstoni                                                                           | 76.9-75.8 Ma                               | Dinosaur Park Formation, Alberta         | Thành viên cơ bản của Globidonta, một nhóm alligatoroid có nguồn gốc nhiều hơn so với Deinosuchus hoặc Leidyosuchus bao gồm cá sấu sống và cá sấu.               |          |
| - †Brachychampsa 1. †Brachychampsa montana 2. †?Brachychampsa sealeyi                                                  | Champagne sớm đến Đan Mạch                 | Hell Creek Formation, Montana, USA       | globidonta được phân biệt bởi một chiếc răng hàm trên thứ tư đã mở rộng ở hàm trên.                                                                              |          |
| †Deinosuchus 1. †Deinosuchus hatcheri 2. †Deinosuchus riograndensis 3. †Deinosuchus rugosus 4. †Deinosuchus schwimmeri | 82-73 Ma                                   | Hoa Kỳ                                   | Một con cá sấu cơ bản và là một trong những con cá sấu lớn nhất từng sống.                                                                                       |          |
| †Gobiosuchus 1. †Gobiosuchus kielanae                                                                                  | Champagne sớm 75–71 Ma                     | Hệ tầng Djadokhta, Sa mạc Gobi, Mông Cổ. | Một thành viên của Gobiosuchidae, một gia đình tồn tại muộn nhưng cơ bản non-mesoeurocrocodilian crocodyliforms.                                                 |          |
| †Leidyosuchus 1. †Leidyosuchus canadensis                                                                              | Champagne giữa                             | Alberta                                  | Một con cá sấu cỡ trung bình cơ bản. |          |
| †Zaraasuchus 1. †Zaraasuchus shepardi                                                                                  |                                            | Hẻm núi Zos, sa mạc Gobi, Mông Cổ.       | gobiosuchid. |          |

### Động vật có vú
| Đơn vị phân loại | Hiện diện | Vị trí | Mô tả | Hình ảnh |
| ---------------- | --------- | ------ | ----- | -------- |
| Alphadon         |           |        |       |          |
| Didelphodon      |           |        |       |          |
| Kamptobaatar     |           |        |       |          |
| Kennalestes      |           |        |       |          |
| Kryptobaatar     |           |        |       |          |
| Zalambdalestes   |           |        |       |          |

### †Ornithopods
| Đơn vị phân loại      | Hiện diện    | Vị trí                                     | Mô tả | Hình ảnh |
| --------------------- | ------------ | ------------------------------------------ | --- | -------- |
| Aralosaurus           | 85.8 Ma      | Kazakhstan                                 | Aralosaurus có kích thước bằng một con voi. Mặc dù rất ít thông tin về Aralosaurus (chỉ có một hộp sọ gần như hoàn chỉnh được tìm thấy); nó được xác định bởi một chiếc mỏ với gần 1.000 chiếc răng nhỏ trong 30 hàng. Những chiếc răng này được sử dụng để phá vỡ vật chất thực vật bằng cách nhai, một đặc điểm phổ biến ở các loài khủng long ăn cỏ, nhưng lại không bình thường đối với loài bò sát. Mặt sau của hộp sọ Aralosaurus rộng, một đặc điểm gợi ý đến cơ hàm lớn được sử dụng để cung cấp năng lượng cho bộ máy nhai của nó. |          |
| Brachylophosaurus     | 76.5 Ma      | Montana, Hoa Kỳ; [[Alberta Canada          | Brachylophosaurus là một loài khủng long lớn điển hình đạt chiều dài trưởng thành là 9 mét (30 foot). |          |
| Corythosaurus         | 77-76.5 Ma   | Alberta, Canada                            | Corythosaurus nặng 4 tấn và dài khoảng 10 mét (33 foot) từ mũi đến đuôi. Giống như các loài khủng long khác, nó có một cái mỏ không răng, mặt sau của hàm chứa một pin nha khoa bao gồm hàng trăm chiếc răng nhỏ, lồng vào nhau. Những thứ này được sử dụng để nghiền và nghiền thực vật và liên tục được thay thế khi chúng hao mòn. |          |
| Diclonius             | 75 Ma        | Montana, Hoa Kỳ                            | |          |
| Edmontosaurus regalis | 73.0-76.5 Ma | Canada                                     | Edmontosaurus bao gồm một số loài hadrosaurid lớn nhất, có kích thước dài tới 12 mét (39 foot) và nặng khoảng 4,0 tấn |          |
| Gasparinisaura        | 85 Ma        | Argentina                                  | Gasparinisaura là một loài động vật ăn cỏ hai chân nhỏ. Năm 2010, Gregory S. Paul ước tính chiều dài là 1,7 mét, trọng lượng là 13 kg. |          |
| Gilmoreosaurus        | 72 Ma        | Mông Cổ                                    | |          |
| Gryposaurus           | 83-75.5 Ma   | [[Alberta Canada                           | Gryposaurus là một hadrosaurid có kích thước và hình dạng điển hình. |          |
| Hadrosaurus           | 79.5 Ma      | New Jersey, Hoa Kỳ                         | Nó có thể chạy bằng hai chân, nhưng có thể sử dụng hai chân trước để hỗ trợ bản thân trong khi kiếm ăn. |          |
| Hypacrosaurus         | 75-67 Ma     | Alberta, Canada                            | Hypacrosaurus dễ dàng phân biệt nhất với các loài mỏ vịt có mào rỗng khác bởi các gai thần kinh cao và hình dạng của mào. Các gai thần kinh, hình thành từ đỉnh của các đốt sống, có chiều cao gấp 5 đến 7 lần chiều cao của thân của các đốt sống tương ứng ở phía sau, [4] lẽ ra sẽ làm cho nó cao trở lại. Đỉnh rỗng của hộp sọ giống như của Corythosaurus, nhưng nhọn hơn dọc theo đỉnh, không cao hơn, rộng hơn sang hai bên và có một điểm xương nhỏ ở phía sau                                                                      |          |
| Hypsibema             |              | North Carolina và Missouri, Hoa Kỳ         | |          |
| Kritosaurus           | 73 Ma        | Bắc Mỹ                                     | Mẫu vật loại Kritosaurus navajovius chỉ được thể hiện bằng một phần hộp sọ và hàm dưới, và phần còn lại của postcrania. |          |
| Lambeosaurus          | 76-75 Ma     | Alberta, Canada                            | |          |
| Lophorhothon          | 80 Ma        | Alabama, Hoa Kỳ                            | |          |
| Maiasaura             | 76.7 Ma      | Montana, Hoa Kỳ                            | Maiasaura rất lớn, đạt chiều dài khi trưởng thành khoảng 9 m và có chiếc mỏ dẹp điển hình và chiếc mũi dày. Trước mắt nó có một cái mào nhỏ, nhiều gai nhọn. Chào mào có thể đã được sử dụng trong các cuộc thi húc đầu giữa các con đực trong mùa sinh sản. |          |
| Mandschurosaurus      |              | Châu Á                                     | |          |
| Microhadrosaurus      |              | Trung Quốc                                 | |          |
| Mochlodon             |              | Áo                                         | rhabdodontid. |          |
| Naashoibitosaurus     | 73 Ma        | New Mexico, Hoa Kỳ                         | Naashoibitosaurus , dựa trên một bộ xương đơn lẻ, không được biết đến nhiều về mặt giải phẫu học. Hộp sọ của nó, phần được mô tả kỹ lưỡng nhất, có đỉnh mũi thấp, đỉnh trước mắt, nhưng không cong mạnh như trong Gryposaurus . |          |
| Nipponosaurus         |              | Nga                                        | |          |
| Orodromeus            | 76.7 Ma      | Montana, Hoa Kỳ                            | Orodromeus là một loài động vật ăn cỏ hai chân nhanh nhỏ có thể cùng tồn tại với các loài khủng long như Daspletosaurus và Einiosaurus . Chiều dài của nó được Horner & Weishampel ước tính là 2,5 mét. |          |
| Parasaurolophus       | 76.5-73 Ma   | Alberta Canada; New Mexico và Utah, Hoa Kỳ | |          |
| Prosaurolophus        | 76-75 Ma     | Alberta, Canada                            | Prosaurolophus là một loài mỏ vịt đầu lớn; mẫu vật được mô tả đầy đủ nhất có hộp sọ dài khoảng 0,9 mét (3,0 foot) trên một bộ xương dài ~ 8.5 mét (~ 28 ft). Trước mắt nó có một cái mào nhỏ, mập mạp, hình tam giác; các mặt của mào này bị lõm xuống, tạo thành các chỗ lõm. Cánh tay trên tương đối ngắn. |          |
| Pteropelyx            |              | Montana, Hoa Kỳ                            | |          |
| Rhabdodon             | 72 Ma        | Pháp; Tây Ban Nha; Đảo Haţeg, Romania      | Không rõ đó là iguanodont hay hypsilophodont và có thể là một "liên kết bị thiếu" giữa hai thứ này. Bằng chứng hiện tại cho thấy nó là một loài cự đà tương tự như Tenontosaurus. |          |
| Saurolophus           | 69.5-68.5 Ma | Bắc Mỹ, Châu Á                             | Saurolophus được biết đến từ vật liệu bao gồm các bộ xương gần như hoàn chỉnh, mang đến cho các nhà nghiên cứu một bức tranh rõ ràng về giải phẫu xương của nó. S. osborni , loài Albertan hiếm hơn, dài khoảng 9,8 mét (32 foot), với hộp sọ dài một mét (3,3 feet). Trọng lượng của nó ước tính khoảng 1,9 tấn (2,1 tấn). S. angustirostris , loài Mông Cổ, lớn hơn; loại bộ xương dài khoảng 12 mét (39 foot), và những bộ xương lớn hơn được báo cáo.                                                                                   |          |
| Shantungosaurus       | 72 Ma        | Trung Quốc                                 | Một trong những loài hadrosaurids dài nhất và lớn nhất được biết đến; bộ xương tổng hợp của một cá thể cỡ trung bình được gắn tại Viện Địa chất Trung Quốc ở Bắc Kinh có chiều dài là 14,72 mét (48,3 foot) |          |
| Stephanosaurus        |              | Dinosaur Park Formation, Alberta           | |          |
| Tanius                |              | Trung Quốc                                 | |          |
| Trachodon             | 77 Ma        | Montana, Hoa Kỳ                            | |          |
| Tsintaosaurus         | 72 Ma        | Miền Nam Trung Quốc                        | |          |
| Velafrons             | 72 Ma        | Mexico                                     | |          |

### †Pachycephalosaurs
| Đơn vị phân loại         | Hiện diện | Vị trí                               | Mô tả | Hình ảnh |
| ------------------------ | --------- | ------------------------------------ | --- | -------- |
| Alaskacephale            |           | Hệ tầng Prince Creek, Alaska, Hoa Kỳ | |          |
| Colepiocephale           |           | Alberta, Canada                      | Pachycephalosaurid lâu đời nhất được biết đến. |          |
| Goyocephale              |           | Mông Cổ                              | |          |
| Gravitholus              |           |                                      | |          |
| Hanssuesia               |           | Alberta Canada; Montana, Hoa Kỳ      | Được phân biệt với các loài pachycephalosaurs khác bởi có vùng đỉnh lõm xuống, vòm hàm trước rộng, đặc điểm mũi rộng, thuỳ trước nha khoa giảm, và thềm niêm mạc giảm. |          |
| ?Heishansaurus           |           |                                      | |          |
| Homalocephale            |           | Mông Cổ                              | Có mái bằng phẳng, hình nêm, Homalocephale khác với các loài pachycephalosaurs khác.                                                                                   |          |
| ?Micropachycephalosaurus |           |                                      | |          |
| Ornatotholus             |           |                                      | |          |
| Prenocephale             |           |                                      | |          |
| Sphaerotholus            |           |                                      | |          |
| Stegoceras               |           |                                      | |          |
| Tylocephale              |           |                                      | |          |
| Wannanosaurus            |           |                                      | |          |

### †Thằn lằn đầu rắn
| Đơn vị phân loại | Hiện diện    | Vị trí                       | Mô tả                                                    | Hình ảnh |
| ---------------- | ------------ | ---------------------------- | -------------------------------------------------------- | -------- |
| †Elasmosaurus    | 80.5 Ma      | Pierre Shale, Kansas, Hoa Kỳ | Elasmosaurus là một chi plesiosaur với chiếc cổ cực dài. |          |
| †Styxosaurus     | 83.5-80.5 Ma | Hạt Logan, Kansas            | Styxosaurus là một loài Elasmosaurid plesiosaur          |          |

### †Pterosaurs
| Đơn vị phân loại | Hiện diện              | Vị trí                                          | Mô tả | Hình ảnh |
| ---------------- | ---------------------- | ----------------------------------------------- | --- | -------- |
| Aerotitan        | Champagne - Maastricht | Hệ tầng Allen, Patagonia, Argentina             | |          |
| Bogolubovia      |                        | Hệ tầng Rybushka, Petrovsk, Saratov Oblast, Nga | |          |
| Geosternbergia   |                        | Hoa Kỳ, Bắc Mỹ                                  | Geosternbergia ban đầu là một loài Pteranodon và nổi tiếng với chiếc mào có hình dạng kỳ lạ.                                                         |          |
| Montanazhdarcho  |                        | Montana, Hoa Kỳ                                 | Khủng long azhdarchoid nhỏ, có thể là một tapejarid                                                                                                  |          |
| Navajodactylus   |                        | New Mexico, Hoa Kỳ và Alberta, Canada           | Được biết đến chủ yếu từ các phần cẳng tay; dự kiến được chỉ định cho Azhdarchidae, mặc dù rất có thể không phải là một phần của nó.                 |          |
| Nyctosaurus      |                        | Trung tây Hoa Kỳ                                | Nyctosaurus là một chi của pterodactyloid pterosaur.                                                                                                 |          |
| Piksi            |                        | Montana, Hoa Kỳ                                 | Piksi là một chi pterosaurs chứa loài đơn lẻ Piksi barbarulna.                                                                                       |          |
| Pteranodon       |                        | Kansas, Hoa Kỳ, Bắc Mỹ                          | Pteranodon là một chi pterosaur bao gồm một số loài bò sát bay lớn nhất được biết đến, với sải cánh trên 6 mét                                       |          |
| Quetzalcoatlus   |                        | Texas, Hoa Kỳ                                   | Quetzalcoatlus là một loài pterodactyloid pterosaur được biết đến từ Creta muộn của Bắc Mỹ và là một trong những động vật bay lớn nhất mọi thời đại. |          |
| Volgadraco       |                        | Saratov, Nga                                    | Azhdarchid pterosaur. |          |

### †Sauropods
| Đơn vị phân loại | Hiện diện              | Vị trí                                                                              | Mô tả | Hình ảnh |
| ---------------- | ---------------------- | ----------------------------------------------------------------------------------- | --- | -------- |
| Alamosaurus      |                        | Tây Nam Hoa Kỳ                                                                      | Alamosaurus is a genus of titanosaurian sauropod dinosaur from the Late Cretaceous Period of what is now North America. It was a large quadrupedal herbivore. |          |
| Andesaurus       |                        | Tỉnh Neuquén, Argentina                                                             | Andesaurus là một chi của khủng long titanosauria sauropod căn bản.                                                                                           |          |
| Argyrosaurus     |                        | Hệ tầng Lago Colhué Huapi, Argentina                                                | |          |
| Dreadnoughtus    |                        | Cerro Fortaleza Formation, Argentina                                                | Dreadnoughtus là một trong những titanosaur lớn nhất được biết đến.                                                                                           |          |
| Gondwanatitan    |                        | Hệ tầng Adamantina và Hệ tầng Cambabe, Brazil                                       | |          |
| Huabeisaurus     |                        | Đông Bắc, Trung Quốc                                                                | Một thành viên của họ sauropod Euhelopodidae. |          |
| Laplatasaurus    |                        | Hệ tầng Allen và Hệ tầng Anacleto, cả hai đều ở Argentina; Hệ tầng Palacio, Uruguay | |          |
| Loricosaurus     | Champagne - Maastricht | Hệ tầng Allen, Argentina                                                            | |          |
| Microcoelus      | Santon - Champagne     | Hệ tầng Bajo de la Carpa, Argentina                                                 | |          |
| Neuquensaurus    |                        | Hệ tầng Anacleto, Argentina                                                         | |          |
| Overosaurus      |                        | Tỉnh Neuquén, Argentina                                                             | Khủng long titanosaur cỡ nhỏ. |          |
| Quaesitosaurus   |                        | Shar Tsav, Mông Cổ                                                                  | Quaesitosaurus là một chi sauropod titanosaurian. |          |
| Saltasaurus      |                        | tây bắc Argentina; Uruguay                                                          | Saltasaurus là một chi khủng long sauropod titanosaurid. Chiều dài ước tính là 12 mét (39 foot) và khối lượng 7 tấn (8 tấn).                                  |          |
| Rocasaurus       | Champagne - Maastricht | Hệ tầng Allen, Tỉnh Rio Negro, Argentina                                            | |          |

### Squamates
| Đơn vị phân loại | Hiện diện | Vị trí                         | Mô tả | Hình ảnh |
| ---------------- | --------- | ------------------------------ | ----- | -------- |
| Halisaurus       |           |                                |       |          |
| Mosasaurus       |           |                                |       |          |
| Plotosaurus      |           |                                |       |          |
| Taniwhasaurus    |           | New Zealand, Nhật Bản, Nam Cực |       |          |
| Tylosaurus       |           |                                |       |          |

### Testudines
| Đơn vị phân loại | Hiện diện | Vị trí | Mô tả | Hình ảnh |
| ---------------- | --------- | ------ | ----- | -------- |
| †Archelon        |           |        |       |          |

### †Theropods (không bay)
David J. Varrichio observes that during the late Campanian Alberta and Montana had very similar theropods despite significant differences in the types of herbivorous dinosaur faunas.
| Đơn vị phân loại                                                                      | Hiện diện | Vị trí                                         | Mô tả | Hình ảnh |
| ------------------------------------------------------------------------------------- | --------- | ---------------------------------------------- | --- | -------- |
| Abelisaurus                                                                           |           | Hệ tầng Allen ?, Hệ tầng Anacleto ?, Argentina | Một abelisaurid ceratosaur có thể dài tới 7 đến 9 mét; được biết chỉ từ một phần hộp sọ.                                                           |          |
| Albertosaurus                                                                         |           |                                                | Một albertosaurine tyrannosaurid. |          |
| Appalachiosaurus                                                                      |           |                                                | derived tyrannosauroid. |          |
| Archaeornithomimus                                                                    |           |                                                | Một ornithomimid ornithomimosaur. |          |
| Bambiraptor                                                                           |           |                                                | Một dromaeosaurid nhỏ. |          |
| Bistahieversor                                                                        |           |                                                | Một tyrannosauroid có nguồn gốc lớn. |          |
| Byronosaurus                                                                          |           |                                                | troodontid |          |
| Citipati                                                                              |           |                                                | Một oviraptorosaur. |          |
| Carnotaurus                                                                           |           |                                                | Một abelisaurid ceratosaur có nguồn gốc có thể đạt tới chiều dài từ 7 đến 9 mét                                                                    |          |
| Chirostenotes                                                                         |           |                                                | Một oviraptorosaur. |          |
| Daspletosaurus - Daspletosaurus torosus - Daspletosaurus horneri - Daspletosaurus sp. |           |                                                | Một chi tyrannosaurines lớn và được xây dựng mạnh mẽ.                                                                                              |          |
| Deinodon                                                                              |           | Hệ tầng sông Judith                            | Một tyrannosaurid đáng ngờ được biết đến từ di tích răng.                                                                                          |          |
| Dromaeosaurus                                                                         |           |                                                | Động vật chân thú dromaeosaurid maniraptoran có kích thước vừa và nhỏ với móng vuốt giống hình liềm.                                               |          |
| Dromiceiomimus                                                                        |           |                                                | Một ornithomimid ornithomimosaur. |          |
| Dryptosaurus                                                                          |           |                                                | derived tyrannosaur. |          |
| Dynamoterror                                                                          |           |                                                | Một nền lớn tyrannosaurine. |          |
| Gobivenator                                                                           |           |                                                | troodontid |          |
| Gorgosaurus                                                                           |           |                                                | Một albertosaurine tyrannosaurid. |          |
| Harpymimus                                                                            |           |                                                | Một ornithomimosaur cơ bản. |          |
| Khaan                                                                                 |           |                                                | Một oviraptorosaur. |          |
| Kol                                                                                   |           |                                                | Một alvarezsaurid. |          |
| Labocania                                                                             |           |                                                | Một thiên thể lớn mạnh mẽ của các mối quan hệ không chắc chắn, có thể là một khủng long bạo chúa.                                                  |          |
| Linheraptor                                                                           |           |                                                | dromaeosaurid. |          |
| Lythronax                                                                             |           | Thành hệ Wahweap, Utah                         | Một tyrannosaurine dài 7 mét được biết đến từ một hộp sọ hoàn chỉnh một phần, một số đốt sống và xương mu hoàn chỉnh                               |          |
| Luanchuanraptor                                                                       |           |                                                | dromaeosaurid. |          |
| Mahakala                                                                              |           |                                                | Một unenlagiid maniraptoran nhỏ. |          |
| Nanshiungosaurus                                                                      |           |                                                | Một therizinosaurid thân tương đối lớn. |          |
| Noasaurus                                                                             |           |                                                | Một dẫn xuất ceratosaur nhỏ |          |
| Ornithomimus                                                                          |           |                                                | Một ornithomimid ornithomimosaur. |          |
| Oviraptor                                                                             |           | Mông Cổ                                        | Một oviraptorosaur. |          |
| Parvicursor                                                                           |           |                                                | Một alvarezsaur. |          |
| Pyroraptor                                                                            |           | Var, Pháp                                      | Một dromaeosaurid nhỏ. |          |
| Saurornithoides                                                                       |           |                                                | troodontid. |          |
| Saurornitholestes                                                                     |           |                                                | dromaeosaurid. |          |
| Shuvuuia                                                                              |           |                                                | Một alvarezsaur. |          |
| Struthiomimus                                                                         |           |                                                | Một ornithomimid ornithomimosaur. |          |
| Teratophoneus                                                                         |           |                                                | Một tyrannosaurine cơ bản. |          |
| Thanatotheristes                                                                      |           |                                                | Họ hàng gần của Daspletosaurus. |          |
| Troodon                                                                               |           |                                                | troodontid. |          |
| Tsaagan                                                                               |           |                                                | dromaeosaurid. |          |
| Variraptor                                                                            |           | Var, Pháp                                      | dromaeosaurid. |          |
| Velociraptor                                                                          |           | Mông Cổ và Trung Quốc                          | dromaeosaurid. |          |
| Zhuchengtyrannus                                                                      |           | Wangshi Group, Zhucheng, Trung Quốc            | Một trong những loài bạo chúa lớn nhất có độ cao từ 10–12 mét. Được biết đến từ hàm dưới và hàm trên nhỏ hơn một chút so với hàm sau Tyrannosaurus |          |